# إنسايد أوت (فلم 2011)
إنسايد أوت (بالإنجليزية: Inside Out) هو فيلم جريمة وحركة تم إنتاجه في الولايات المتحدة وصدر سنة 2011 بطولة تريبل إتش ومايكل رابابورت وباركر بوزي.

## القصة
يخرج (أرلو) من السجن بعد قضائه فترة طويلة خلف القضبان بتهمة قتل رجل حاول قتل أفضل صديق له، يحاول أن يحيا حياة طبيعية، وينسى ماضيه، لكن يوقعه صديقه مرة أخرى في متاعب خطيرة قد تفضي به للعودة إلى السجن أو الموت.

## الميزانية والإيرادات
كلف الفيلم قرابة مليوني دولار.

## وصلات خارجية
- مقالات تستعمل روابط فنية بلا صلة مع ويكي بيانات

إنسايد أوت على IMDb
إنسايد أوت على Rotten Tomatos